# Grochocice
Grochocice – wieś sołecka w Polsce położona w województwie świętokrzyskim, w powiecie opatowskim, w gminie Ożarów.
| SIMC    | Nazwa              | Rodzaj     |
| ------- | ------------------ | ---------- |
| 0809977 | Grochocice-Kolonia | przysiółek |

Prywatna wieś szlachecka położona była w drugiej połowie XVI wieku w powiecie sandomierskim województwa sandomierskiego. W latach 1975–1998 miejscowość administracyjnie należała do województwa tarnobrzeskiego.

## Historia
Grocbocice  wieś w  powiecie opatowskim, gminie Ożarów, parafii Bidziny. W 1827 r. było tu 17 domów i 93 mieszkańców. W 1881 wieś liczyła 29 domy, 178 mieszkańców, 212 mórg ziemi włościańskiej i 12 mórg dworskiej. 